# Лисняки
Лисняки́ — село в Україні, у Ковельському районі Волинської області. Населення становить 196 осіб, близько половини населення складають пенсіонери. Входить до складу Любомльської міської громади, розташоване за 3 кілометри від села Запілля. Відстань до обласного центру становить 125 км, до найближчої митниці Українсько-польського кордону — 15 кілометрів.
У 1948 році був створений колгосп, який згодом увійшов до складу колгоспу імені Мічуріна села Запілля, пізніше — став СГПП «Вільна Україна».
19 липня 2020 року, в результаті адміністративно-територіальної реформи та ліквідації Любомльського району, громада увійшла до складу Ковельського району.
На території села є фельдшерсько-акушерський пункт, магазин продовольчих товарів. До 2007 року в селі Лисняки працювала школа І ступеня, яку закрили через відсутність дітей.

## Географія

### Клімат
| Клімат Лисняків           | Клімат Лисняків | Клімат Лисняків | Клімат Лисняків | Клімат Лисняків | Клімат Лисняків | Клімат Лисняків | Клімат Лисняків | Клімат Лисняків | Клімат Лисняків | Клімат Лисняків | Клімат Лисняків | Клімат Лисняків | Клімат Лисняків |
| Показник                  | Січ.            | Лют.            | Бер.            | Квіт.           | Трав.           | Черв.           | Лип.            | Серп.           | Вер.            | Жовт.           | Лист.           | Груд.           | Рік             |
| Середній максимум, °C     | −1,8            | −0,3            | 5,0             | 13,3            | 19,1            | 22,2            | 23,7            | 23,2            | 18,3            | 12,6            | 5,2             | 0,0             | 11              |
| Середня температура, °C   | −4,8            | −3,4            | 1,3             | 8,4             | 13,6            | 16,8            | 18,2            | 17,6            | 13,3            | 8,4             | 2,6             | −2,5            | 7               |
| Середній мінімум, °C      | −7,8            | −6,5            | −2,3            | 3,6             | 8,2             | 11,4            | 12,8            | 12,1            | 8,4             | 4,2             | 0,0             | −4,9            | 3               |
| Норма опадів, мм          | 25              | 27              | 31              | 41              | 56              | 68              | 75              | 61              | 53              | 34              | 38              | 33              | 542             |
| ------------------------- | --------------- | --------------- | --------------- | --------------- | --------------- | --------------- | --------------- | --------------- | --------------- | --------------- | --------------- | --------------- | --------------- |
| Джерело: climate-data.org |                 |                 |                 |                 |                 |                 |                 |                 |                 |                 |                 |                 |                 |

## Населення
Згідно з переписом УРСР 1989 року чисельність наявного населення села становила 219 осіб, з яких 108 чоловіків та 111 жінок.
За переписом населення України 2001 року в селі мешкало 195 осіб.

### Мова
Розподіл населення за рідною мовою за даними перепису 2001 року:
| Мова       | Відсоток |
| ---------- | -------- |
| українська | 95,92 %  |
| російська  | 3,06 %   |
| молдовська | 0,51 %   |
| інші       | 0,51 %   |